# Вапітон (Північна Дакота)
Вапітон (англ. Wahpeton) — місто (англ. city) в США, в окрузі Ричленд штату Північна Дакота. Населення — 8007 осіб (2020).

## Географія
Вапітон розташований за координатами 46°16′19″ пн. ш. 96°36′42″ зх. д. / 46.27194° пн. ш. 96.61167° зх. д. (46.271929, -96.611763).  За даними Бюро перепису населення США в 2010 році місто мало площу 13,71 км², уся площа — суходіл.

## Демографія
Згідно з переписом 2010 року, у місті мешкало 7766 осіб у 3151 домогосподарстві у складі 1717 родин. Густота населення становила 567 осіб/км².  Було 3482 помешкання (254/км²).
Расовий склад населення:
| - 92,6 % — білих - 3,1 % — корінних американців - 1,3 % — чорних або афроамериканців - 0,8 % — азіатів - 0,1 % — вихідців з тихоокеанських островів |

До двох чи більше рас належало 1,8 %. Частка іспаномовних становила 2,0 % від усіх жителів.
За віковим діапазоном населення розподілялося таким чином: 20,3 % — особи молодші 18 років, 67,1 % — особи у віці 18—64 років, 12,6 % — особи у віці 65 років та старші. Медіана віку мешканця становила 31,1 року. На 100 осіб жіночої статі у місті припадало 106,7 чоловіків;  на 100 жінок у віці від 18 років та старших — 106,1 чоловіків також старших 18 років.
Середній дохід на одне домашнє господарство  становив 59 112 долари США (медіана — 48 011), а середній дохід на одну сім'ю — 75 678 доларів (медіана — 70 429). Медіана доходів становила 45 135 доларів для чоловіків та 33 125 доларів для жінок. За межею бідності перебувало 13,2 % осіб, у тому числі 9,9 % дітей у віці до 18 років та 12,0 % осіб у віці 65 років та старших.
Цивільне працевлаштоване населення становило 4282 особи. Основні галузі зайнятості: освіта, охорона здоров'я та соціальна допомога — 31,0 %, виробництво — 16,5 %, роздрібна торгівля — 12,8 %.